# Patrick Feurstein
Patrick Feurstein (* 1. Dezember 1996) ist ein österreichischer Skirennläufer. Er gehört aktuell dem A-Kader des Österreichischen Skiverbandes an und ist auf den Riesenslalom spezialisiert.

## Biografie
Patrick Feurstein stammt aus Mellau im Bregenzerwald. Er begann im Alter von zweieinhalb Jahren mit dem Skifahren und betrieb ab seinem siebenten Lebensjahr regelmäßiges Vereinstraining im SC Bregenzerwald.
Im Alter von 16 Jahren bestritt er in Weißbriach seine ersten beiden FIS-Rennen. In den folgenden Jahren nahm er vor allem an Jugend- und Citizen-Rennen teil und gehörte abseits des Vorarlberger Landeskaders einer Trainingsgruppe seiner Schule an. Nachdem ihm 2016 die Aufnahme in den ÖSV geglückt war, gab er im Jänner 2017 in Val-d’Isère sein Debüt im Europacup. Mit Rang 27 im Riesenslalom gewann er auf Anhieb Punkte und beschränkte sich danach auf die beiden technischen Disziplinen. In der Saison 2017/18 startete Feurstein vermehrt im Europacup und erreichte als Siebenter in Berchtesgaden ein erstes Spitzenresultat. Sein erster Podestplatz gelang ihm im darauffolgenden Dezember in Funäsdalen. Ende Jänner 2020 feierte er in den Riesenslaloms von Méribel seine ersten beiden Siege und sicherte sich mit Rang drei in der Europacup-Disziplinenwertung einen Fixplatz für den nächsten Weltcup-Winter.
Am 19. Dezember 2018 gab Patrick Feurstein im Riesenslalom von Saalbach-Hinterglemm sein Weltcup-Debüt. Wenige Wochen später schaffte er es am Chuenisbärgli in Adelboden erstmals in den zweiten Durchgang, wurde nach Platz 29 aber disqualifiziert. Seit dem Rücktritt Marcel Hirschers arbeitet er mit dem nunmehr beim ÖSV angestellten Ferdinand Hirscher sowie Michael Pircher zusammen. Im Jänner 2020 verbesserte er sich in der Entscheidung von Adelboden um sieben Ränge auf Platz 18, wurde aber, nachdem er das Starttor zu früh geöffnet hatte, erneut disqualifiziert. Die Saison 2020/21 verpasste Feurstein aufgrund chronischer Kopfschmerzen, als deren Ursache eine Nervenentzündung diagnostiziert wurde.
Zu Beginn der Folgesaison gelangen ihm seine ersten Weltcup-Platzierungen in den Punkterängen. Nachdem er in Val-d’Isère Rang 18 belegt hatte, fuhr er beim ersten Rennen auf der Gran Risa von Platz 27 mit Laufbestzeit in der Entscheidung auf Platz vier. Am 18. März 2022 holte er sich zusammen mit Ricarda Haaser, Katharina Truppe und Stefan Brennsteiner Rang zwei im Teambewerb beim Weltcup-Finale in Méribel.
Am 10. September 2024 entging Feurstein beim Riesenslalom des South American Cups am Cerro Castor nur knapp einem schweren Unglück, als er beinahe mit einem Pistenarbeiter kollidierte. Trotz dieses Umstands beendete Feurstein das Rennen hinter dem Italiener Luca De Aliprandini auf Rang 2. Am darauffolgenden Tag feierte er seinen ersten Sieg im Rahmen des South American Cups an gleicher Stelle. Drei Monate später gelang ihm als Zweiter in Val-d’Isère, wo er nach dem ersten Durchgang noch auf Rang 24 gelegen war, sein erster Weltcup-Podestplatz in einem Einzelrennen.

## Persönliches
Feurstein besuchte die Schihandelsschule Stams. Sein Cousin Lukas ist ebenfalls als Skirennläufer aktiv.

## Erfolge

### Weltmeisterschaften
- Saalbach-Hinterglemm 2025: 16. Riesenslalom

### Weltcup
- 4 Platzierungen unter den besten zehn, davon 2 Podestplätze

### Weltcupwertungen
| Saison  | Gesamt | Gesamt | Riesenslalom | Riesenslalom | Parallel | Parallel |
| Saison  | Platz  | Punkte | Platz        | Punkte       | Platz    | Punkte   |
| ------- | ------ | ------ | ------------ | ------------ | -------- | -------- |
| 2021/22 | 63.    | 127    | 18.          | 125          | 29.      | 2        |
| 2022/23 | 81.    | 69     | 24.          | 69           | –        | –        |
| 2023/24 | 86.    | 59     | 31.          | 59           | –        | –        |
| 2024/25 | 44.    | 205    | 13.          | 205          | –        | –        |

### Europacup
- Saison 2018/19: 7. Riesenslalomwertung
- Saison 2019/20: 9. Gesamtwertung, 3. Riesenslalomwertung
- 6 Podestplätze, davon 2 Siege:

| Datum           | Ort     | Land       | Disziplin    |
| --------------- | ------- | ---------- | ------------ |
| 28. Jänner 2020 | Méribel | Frankreich | Riesenslalom |
| 30. Jänner 2020 | Méribel | Frankreich | Riesenslalom |

### South American Cup
- Saison 2024: 6. Riesenslalomwertung
- 2 Podestplätze, davon ein Sieg

| Datum              | Ort          | Land        | Disziplin    |
| ------------------ | ------------ | ----------- | ------------ |
| 11. September 2024 | Cerro Castor | Argentinien | Riesenslalom |

### Weitere Erfolge
- 2 österreichische Jugendmeistertitel (Riesenslalom 2016 und 2017)
- 2 Siege in FIS-Rennen